# Pseudobrimus latefasciatus
Pseudobrimus latefasciatus är en skalbaggsart som beskrevs av Stefan von Breuning 1948. Pseudobrimus latefasciatus ingår i släktet Pseudobrimus och familjen långhorningar. Inga underarter finns listade i Catalogue of Life.